# فرود روننینگ
فرود روننینگ (انگلیسی: Frode Rønning؛ زادهٔ ۷ ژوئیهٔ ۱۹۵۹) ورزشکار اسکیت سرعت اهل نروژ است.
وی در مسابقات کشوری و بین‌المللی در مجموع برندهٔ ۱ مدال طلا، ۱ مدال نقره، ۳ مدال برنز شده‌است.